# گرند کش
گرند کش (به انگلیسی: Grande Cache) یک منطقهٔ مسکونی در کانادا است که در آلبرتا واقع شده‌است. گرند کش ۳٬۵۷۱ نفر جمعیت دارد و ۱٬۲۲۰ متر بالاتر از سطح دریا واقع شده‌است.